# Ian Tracey
Ian Tracey (ur. 27 czerwca 1964 na wyspie Vancouver) – kanadyjski aktor i reżyser telewizyjny i filmowy.

## Życiorys
Urodził się na wyspie Vancouver w Kolumbii Brytyjskiej. Wychowywał się w Port Coquitlam.
Zaczął występować w młodym wieku. Kiedy miał 11 lat po raz pierwszy zjawił się na przesłuchaniu i otrzymał rolę w kanadyjskim filmie The Keeper (1976) z Christopherem Lee. Grywał między 12 a 15 rokiem życia, potem jednak opuścił aktorstwo, rozpoczynając pracę w restauracji.
Powrócił na szklany ekran w telewizyjnym serialu Huckleberry Finn i jego przyjaciele (Huckleberry Finn and His Friends, 1979), gdzie zagrał tytułowego bohatera. Odtąd pojawiał się w licznych kanadyjskich i amerykańskich produkcjach filmowych.
Wkrótce zaproponowano mu rolę Spidera Garvina w serialu CBS Żar tropików (1992–93). Za rolę w serialu ABC Milgaard (1999) zdobył nagrodę Gemini. W serialu Wywiad (Intelligence, 2006) wystąpił jako Jimmy Reardon, a w serialu Sanctuary (2010) pojawił się jako czarny charakter Adam Worth.
Zadebiutował jako reżyser 35. odcinka serialu kryminalnego Śledztwo Da Vinci (1998–2005), w którym odtwarza postać detektywa Micka Leary’ego.
Jest ojcem Keenana (ur. 1991).

## Filmografia

### Filmy fabularne
- 1985: Podróż Natty Gann (The Journey of Natty Gann) – gangster Parkera
- 1994: Strażnik czasu (Timecop) – żołnierz
- 1995: Zemsta gangstera (Man with a Gun) – Roy Burchill
- 2001: Pokolenie P (Prozac Nation) – redaktor „Rolling Stone”
- 2002: Bezsenność (Insomnia) – Warfield (głos)
- 2003: Bezprawie (Open Range) – Tom
- 2003: Hazardzista (Owning Mahowny) – detektyw Ben Lock
- 2003: Emile – Tom
- 2005: Elektra – Pool Shark

### Seriale telewizyjne
| Rok     | Tytuł                                                                  | Rola                  | Uwagi                              |
| ------- | ---------------------------------------------------------------------- | --------------------- | ---------------------------------- |
| 1976    | Dream Speaker                                                          | Peter                 | film telewizyjny                   |
| 1979    | Huckleberry Finn i jego przyjaciele (Huckleberry Finn and His Friends) | Huckleberry Finn      |                                    |
| 1988    | 21 Jump Street                                                         |                       |                                    |
| 1991    | Conspiracy of Silence                                                  | Dwayne Johnston       |                                    |
| 1991    | The Commish                                                            | Jon Hibbs             |                                    |
| 1991    | Żar tropików (Sweating Bullets)                                        | Spider Garvin         | główna rola (3. seria), 44 odcinki |
| 1991    | Fly by Night                                                           | Berry                 |                                    |
| 1995    | Z Archiwum X (The X-Files)                                             | Leonard Rappo Trimble | odcinek The Walk                   |
| 1996    | Po tamtej stronie (The Outer Limits)                                   | pan Tarquin           |                                    |
| 1996    | Nieśmiertelny (Highlander)                                             | Johnny „K” Kelly      |                                    |
| 1998    | Da Vinci’s Inquest                                                     | Detektyw Mick Leary   | 13 odcinków                        |
| 1999    | Milgaard                                                               | David Milgaard        | film telewizyjny                   |
| 2000    | Pierwsza fala (First Wave)                                             | Garvin                |                                    |
| 2000    | Po tamtej stronie (The Outer Limits)                                   | Declan McMahon        |                                    |
| 2001    | Cień anioła (Dark Angel)                                               | B.C.                  |                                    |
| 2002    | Gwiezdne wrota (Stargate SG-1)                                         | Smith                 |                                    |
| 2002    | Wybrańcy obcych (Taken)                                                | Bill Walker           |                                    |
| 2005    | Da Vinci’s City Hall                                                   | Coroner Mick Leary    |                                    |
| 2006    | 4400 (The 4400)                                                        | Daniel Armand         |                                    |
| 2006    | Wywiad (Intelligence)                                                  | Jimmy Reardon         | główna rola, 26 odcinków           |
| 2006    | Tajemnice Smallville (Smallville)                                      | Lincoln Cole          | odcinek Mercy                      |
| 2009–12 | Heartland                                                              | Wade                  | 5 odcinków                         |
| 2010–12 | Sanctuary (Sanctuary)                                                  | Adam Worth            | 8 odcinków                         |
| 2011    | Hell on Wheels: Witaj w piekle (Hell on Wheels)                        | Bolan                 |                                    |
| 2012    | Nie z tego świata (Supernatural)                                       | Lee Chambers          |                                    |
| 2012    | The Listener: Słyszący myśli (The Listener)                            | Pinto                 |                                    |
| 2012–15 | Continuum: Ocalić przyszłość (Continuum)                               | Jason                 | drugoplanowa rola, 13 odcinków     |
| 2013    | Rogue                                                                  | Lucas                 |                                    |
| 2013–14 | Bates Motel                                                            | Remo Wallace          | 11 odcinków                        |
| 2014    | Strange Empire                                                         | Roy Arnold            | odcinek The Whiskey Trader         |
| 2015    | Backstrom                                                              | Julien Gaynor         | odcinek I Like To Watch            |
| 2015    | Killjoys                                                               | Lucas Kotler          | odcinek One Blood                  |
| 2015    | The 100                                                                | Vincent               | 3 odcinki                          |
| 2015    | Miasteczko Wayward Pines (Wayward Pines)                               | Franklin Dobbs        | 3 odcinki                          |
| 2016    | Travelers                                                              | Ray                   | 4 odcinki                          |